# Kopiengeneration
Als Kopiengeneration bezeichnet man in der Filmproduktion den Abstammungsgrad einer Filmkopie von der filmischen Originalaufnahme, die als Originalnegativ oder Kameranegativ bezeichnet wird.
Beim Herstellen von Filmkopien kommt es unweigerlich zu Kopierverlusten, der Verminderung von Schärfe, Kontrastumfang und Farbtreue sowie zur Zunahme von durch Filmkorn hervorgerufenes Rauschen. Diese Verluste verstärken sich mit jeder Kopiengeneration. Des Weiteren kann die Anzahl von Bildstörungen, verursacht durch Staub, Schrammen, Laufstreifen oder Flecken, zunehmen. Um Qualitätsverluste zu minimieren, sollten zwischen Kino-Vorführkopien und Kameranegativ so wenige Generationen wie möglich liegen. Idealerweise sollten Filmkopien direkt vom Kameranegativ abstammen, also in erster Generation erstellt werden. Diese qualitativ beste Lösung scheidet jedoch wegen des Risikos, das Original zu beschädigen, fast immer aus.
Beispiele für den Abstammungsgrad der Filmkopie vom Kameranegativ aus der Zeit vor dem Einzug der Digitaltechnik:
- Interpositive, auch Zwischenpositive oder Duplikatnegative (Color Reversal Intermediate, CRI), sind üblicherweise Kopien erster Generation, stammen also direkt vom Kameranegativ ab.
- Internegative sind üblicherweise Kopien zweiter Generation, da sie nicht direkt vom Kameranegativ erstellt werden, sondern von einem Interpositiv.
- Kino-Vorführkopien sind üblicherweise Kopien dritter Generation, also die Kopie einer Kopie einer Kopie des Kameranegativs. Dabei sind Szenen, in denen optische Effekte wie etwa Blenden eingesetzt werden, meist noch zwei Generationen weiter vom Kameranegativ entfernt.
- Manche Regisseure, so zum Beispiel Martin Scorsese, sichern sich für ihr Privatarchiv hochqualitative Vorführkopien erster Generation, also Kopien, die direkt vom geschnittenen Kameranegativ (Schnittnegativ) gezogen werden.
- Bis zum Einzug der Digitaltechnik in die Filmproduktion wurden für wichtige Anlässe wie etwa Filmpremieren oder Pressevorführungen vereinzelt auch Vorführkopien direkt vom Schnittnegativ gezogen.

Seit dem Einzug der Digitaltechnik in die Filmproduktion ist die Problematik der Kopiengeneration etwas in den Hintergrund getreten. Auf digitaler Ebene treten keine oder, bei verlustbehafteter Kompression, nur sehr geringe Kopierverluste auf.